# 新俄罗斯人
新俄罗斯人（羅馬化：novye russkie），又称俄罗斯新贵，是指1990年代在苏联解体后出现的新兴资产阶级。民众普遍认为他们在苏东剧变以及后来的私有化改革中以不法手段谋求暴富，因此讽刺他们为俄罗斯的新贵。

## 语源
新俄罗斯人的起源尚未明确：一部分观点认为俄语中的新俄罗斯人来自于英语，是英语New Russian的转译；第二种观点认为这一术语是双关语，字形影射法语中的nouveau riche一词，意思即新贵。

## 社会背景
1991年俄罗斯独立后为寻求市场化改革，叶利钦政府推行私有化政策，结果导致俄罗斯贫富极具分化：一方面普通民众因为私有化失去工作陷入贫困，另一方面新贵阶层通过各种手段，或是通过手中权力巧取豪夺，或是仰仗权贵投机倒把，也有眼光独到合法经营，迅速崛起为暴发户，这也就是人们所讽刺的新俄罗斯人。民众印象中的新俄罗斯人大多是不择手段发财并且花式炫富、出手阔绰。随着俄罗斯私有化改革进入尾声，新俄罗斯人赚快钱的途径也逐渐减少，不少人迅速败光家产、一蹶不振，也有人跻身寡头并介入政治，还有人因为不择手段得到报应，不得不在后来寻求俄罗斯黑手党的庇护。